# 李緘
李緘（？—？），唐朝凉州姑臧县人（今甘肃省武威市凉州区），粟特族，昭义节度使李抱真的儿子。
李缄官至殿中侍御史。唐德宗贞元十年（794年）六月初一，昭义节度使李抱真去世。李缄匿不发丧，营田副使卢会昌与李抱真的表外甥元仲经谋划，第二天，会集将吏，伪造李抱真的将令：“我病重，不能任事，现令李缄掌军事，诸军好好辅佐。”节度副使李说和诸校俯首而应。不久，李缄盛服而出，众人参拜，李缄将府库所藏财物颁赏军士。卢会昌伪造李抱真的表章，请求朝廷将节度使的职务授给李缄。次日，又令诸将接连奏请朝廷让李缄领军。李缄伪造李抱真的书信，派遣副将陈荣前往王武俊处借钱。王武俊大怒：“我与你父交好，是为了共同辅助朝廷，怎会与你狼狈为奸呢！听说你父已经去世，你竟敢不等待朝廷的任命便擅自继位，还敢告诉我，况且有求于我！”他让陈荣回去，让他口头传达对李缄的质问与责备。唐德宗知道李抱真已经去世了，派遣中使第五守进前去观察形势，将要把军中事务交付给昭义步军都虞候王延贵。王延贵是汝州梁县人，平素以义勇知名。第五守进来到潞州时，李缄声称李抱真重病在身，不能接见。过了三天，李缄才全副武装地去见第五守进。第五守进告诉李緘说：“朝廷已经知道李相公去世了，已命王延贵暂且代理军中事务。你最好还是公开消息，为父亲守孝吧。”李缄惊讶不已，出来以后，他对各将领说：“朝廷不允许我执掌军中事务，诸位意下如何？”没有人回答他。李缄害怕地回去了，将李抱真的死讯公布于众，把节度使的印信和钥匙交给监军。当天，才为李抱真发丧。第五守进召来王延贵，口头宣布诏旨，命令王延贵任职，催促李缄前往东都洛阳。元仲经外出逃走，王延贵全归罪于元仲经，将其捕杀。卢会昌没有被牵连。李缄官至少府監，其弟李幼成、李幼清。其孙辈有李振。